# Knollige Kapuzinerkresse
Knollige Kapuzinerkresse, auch Peruanische Knollenkresse, Mashua, Añu, Ysaño, Cubio (Tropaeolum tuberosum) ist eine Nutzpflanze aus der Familie der Kapuzinerkressengewächse (Tropaeolaceae).

## Beschreibung
Tropaeolum tuberosum ist eine krautige, windende Kletterpflanze und bildet meist rötliche, fast kahle Stängel, sie erreicht Wuchshöhen, -längen von etwa 2–3 Meter. Die Pflanze klettert mit Hilfe von Blattstielranken.
Die Pflanze bildet wechselständige, schildförmige, einfache und langstielige Laubblätter. Diese sind kahl, rundlich und abgerundet, meist fünffach gelappt, mit handförmiger Nervatur. Sie sind etwa 5–20 Zentimeter groß und die rötlichen Blattstiele sind bis 20 Zentimeter lang. Die ganzrandigen Blattlappen sind gestutzt bis abgerundet oder eingebuchtet und manchmal feinstachelspitzig. Es sind kleine, abfallende Nebenblätter vorhanden.
Die zwittrigen Blüten erscheinen einzeln und achselständig. Die sehr langstieligen und fünfzähligen, gespornten, trichterförmigen Blüten mit doppelter Blütenhülle haben eine orange-rot, gelbe Färbung. Die Kelchblätter sind rot. Die Kronblätter besitzen streifige Saftmale. Es sind 8 eingeschlossene Staubblätter und ein oberständiger, dreikammeriger Fruchtknoten mit einem Griffel mit dreilappiger Narbe vorhanden.
Es werden kleine Spaltfrüchte gebildet, mit meist drei Nüsschen. Die einsamigen Teilfrüchte (Merikarpien) sind runzlig, rippig.
Die wachsigen, kegelförmigen Knollen gehen aus kurzen Stolonen hervor, werden bis etwa 5–15 cm lang und sind weißlich, gelblich bis purpurn oder violett. Sie haben kleine Knospen (sog. „Augen“) in Kerben angelegt. Sie sehen den Oca-Knollen sehr ähnlich, sind aber konischer und oft etwas kürzer und breiter.
Es gibt zwei Unterarten:  Tropaeolum tuberosum ssp. tuberosum und die Wildform Tropaeolum tuberosum ssp. silvestre. Die Wildform hat ihre Verbreitungsschwerpunkte im Norden Perus und in Ecuador.

## Verbreitung
Der Ursprung der Pflanze wird in den Zentralanden vermutet. Das genaue Herkunftsgebiet ist jedoch unbekannt.
Maschua wurde in vorkolumbianischer Zeit als Kulturpflanze verbreitet und wird heute in Teilen von Bolivien, Kolumbien, Nordargentinien und Chile angebaut. Die Hauptanbaugebiete liegen in einer Höhe zwischen 3000 und 4000 m NN, mit einem Schwerpunkt zwischen 3500 und 3800 m NN.

## Nutzung

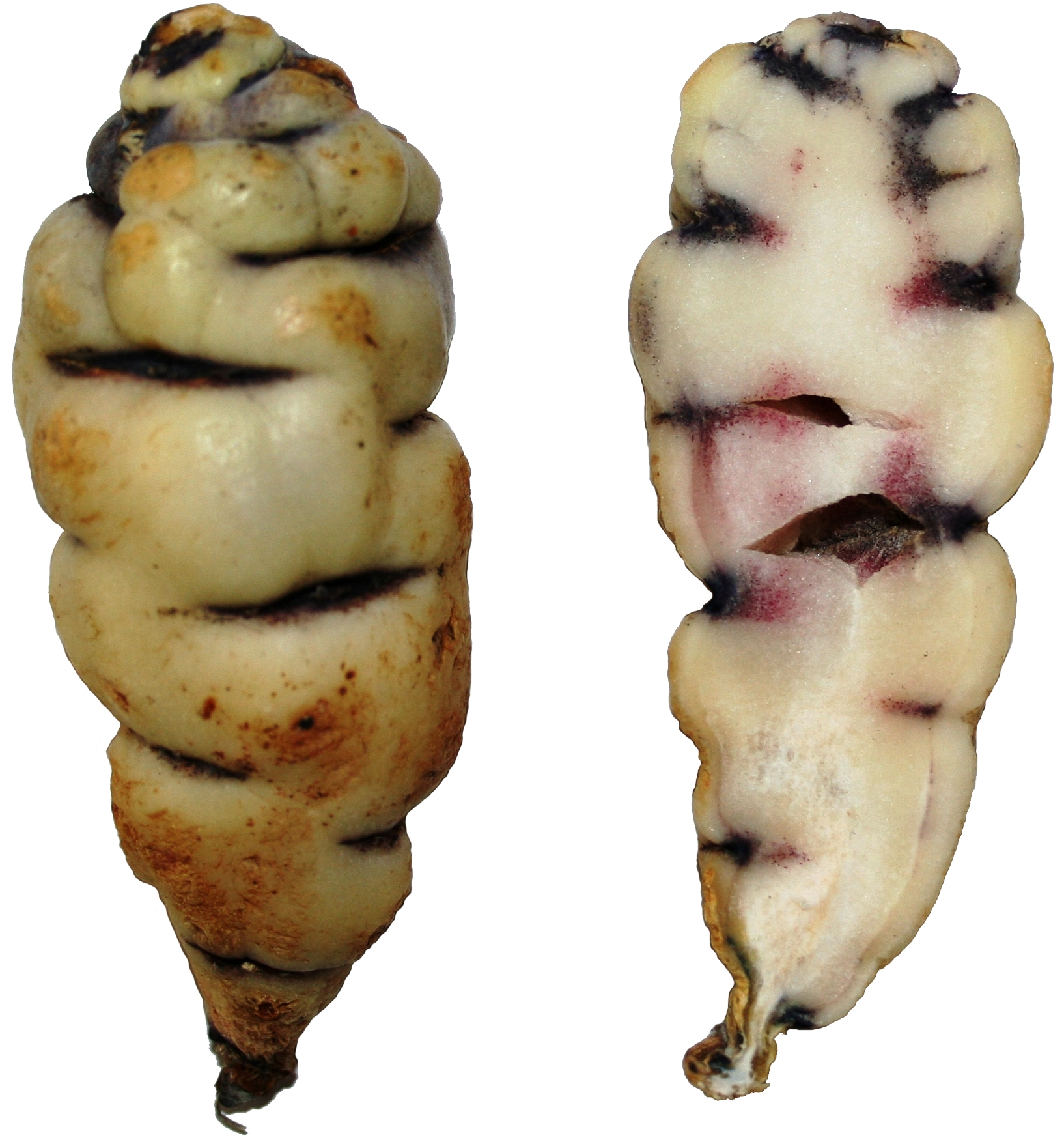
Sprossknollen

Knollige Kapuzinerkresse wird zusammen mit Olluco, Knolligem Sauerklee (Oca), und Kartoffeln angebaut. Die peruanische Produktionsfläche soll etwa 6.000 ha betragen, wo ca. 4 bis 12 t pro ha geerntet werden. Unter optimalen Bedingungen sollen Erträge von bis zu 70 t pro ha erzielt werden. Mashua kann auf armen Böden angebaut werden, ohne Pflanzenschutz- oder besondere Düngemittel. Die Pflanze blüht reichlich, wird aber vor allem über die Knollen vermehrt.
Die Inkas schrieben der Pflanze antiaphrodisierende Wirkung zu und verwendeten sie regelmäßig als Kost für Soldaten. Der Testosteronspiegel männlicher Ratten kann durch den Verzehr von Mashua mehr als halbiert werden. Sie hat einen hohen Nährwert und Gehalt an Karotin und Vitamin C.
Wo Kartoffeln aus klimatischen Gründen nicht mehr angebaut werden können, bildet Maschua das Hauptnahrungsmittel. Die rohen Knollen riechen unangenehm und schmecken scharf, was jedoch nach dem ersten Frost verschwindet. Maschua hat vor allem in ländlichen Gebieten der Hochanden eine große Bedeutung für die Ernährung. Die Knolle wird geröstet oder als Brei verzehrt. Sie gilt als gesund. Getrocknete Knollen; „taicha“, halten sich jahrelang. Ihr Anbau geht zurück, da ihr Marktwert und Ansehen gering ist. Heute wird sie vor allem als Schweinefutter verwendet.
Trotz ihrer gegenwärtigen Verwendung als menschliche Nahrung wird die zukünftige Nutzung der Art wegen ihres unangenehmen Geruchs und Geschmacks vor allem als Viehfutter gesehen.

### Inhaltsstoffe
86 % Wasser, 0,1 % Fett, 11 % Kohlenhydrate, 1,6 % Eiweiß, 67 mg Vitamin C. Der physiologische Brennwert frischer Ware beträgt ca. 193 kJ/100 g (= 46 kcal/100 g).

## Pflanzenkrankheiten und Schädlinge
Die Pflanze ist wegen ihrer Inhaltsstoffe außerordentlich resistent gegen Pflanzenkrankheiten und Insektenfraß. Außerdem wurden sehr wirksame Nematizide in der Pflanze nachgewiesen.